# Délégation d'Afrique du Nord
La Délégation pour l'Afrique du Nord (en italien: Delegazione Africa Settentrionale ou Delease) était un organe colonial du Commandement suprême (Comando Supremo) des forces armées italiennes (Forze armate italiane) stationné à Tobrouk et ayant compétence en Afrique du Nord pendant la Seconde Guerre mondiale, qui reliait le commandement tactique de l'Armée blindée italo-allemande (en allemand: Deutsch-Italienische Panzerarmee - en italien : Armata corazzata italo-tedesca) au Commandement suprême (Comando Supremo) italien à Rome et gérait la logistique.
Parmi ses commandants figure Curio Barbasetti de Prun, qui avait gagné l'estime d'Erwin Rommel. À partir du 23 octobre 1942, il avait les fonctions d'un commandement d'armée, auquel étaient subordonnés trois commandements de corps d'armée :
- Delease 1 (Tripoli, responsable de la logistique de la Tripolitaine),
- Delease 2 (Benghazi, responsable de la logistique de la Cyrénaïque),
- Delease 3 (Marsa Matruh, responsable de la logistique des trois corps d'armée du front),

et en plus un autre commandement pour l'Intendance de l'Afrique du Nord, alors sous les ordres du général Vittorio Palma. 
Le commandement a cessé de fonctionner le 16 novembre 1942 après la retraite consécutive à la deuxième bataille d'El Alamein, déléguant ses fonctions à Superlibia, le commandement supérieur en Libye.

## Note
1. ↑  (it + en) « Italian Armed Forces Logistics Command of Libia », 23 octobre 1942.
2. ↑  La Posta Militare Italiana in Tunisia (1942-1943).

## Source
- (it) Cet article est partiellement ou en totalité issu de l’article de Wikipédia en italien intitulé « Delease » (voir la liste des auteurs).